# おぎたともこ
おぎた ともこ（1979年5月31日 - ）は、日本のお笑い芸人、お笑いコンビこのみのメンバー。相方は村田千鶴。広島県出身。太田プロダクション所属。

## 人物・来歴
- 身長157cm、血液型はB型。
- 芸能人女子フットサルチーム「YOTSUYA CLOVERS」に所属していたが、2008年12月21日の「メルシートゥフェスタ2008アワード」をもって退団。
- 芸人仲間の友人の中では、赤羽奈々瀬（めっちぇん）とは“幸薄い顔”という共通点で仲良くなったという[1]。
- 2009年7月より、『素敵な宇宙船地球号』（テレビ朝日）の「地球号食堂プロジェクト」メンバーとしても活動。
- 野球選手の梵英心に顔が似ていると自称。梵本人の公認ももらっているという[2]。

## 出演
- 素敵な宇宙船地球号 （テレビ朝日） - 地球号食堂プロジェクトのメンバーとして出演
- アリなし〜アリケン★ゴールデンスタジアム〜（2011年5月21日、テレビ東京）
- V字復活!有吉カンパニー〜ホントにあった大逆転リアルストーリー〜（2016年2月13日、RCCテレビ・TBSテレビ）- VTR出演
- 鯉に恋するコイトーク（2017年12月3日、テレビ新広島） - ショートドラマ「私が"本気カープ女子"になった瞬間エピソード」先輩 役
  - 鯉に恋するコイトーク（2018年12月23日、テレビ新広島） - ショートドラマ「モテカープ女子Lesson」カホコの親友カープ女子 役